# Vila Verde (Braga)
Vila Verde is een plaats en gemeente in het Portugese district Braga.
De gemeente heeft een totale oppervlakte van 229 km² en telde 46.579 inwoners in 2001.

## Bezienswaardigheden

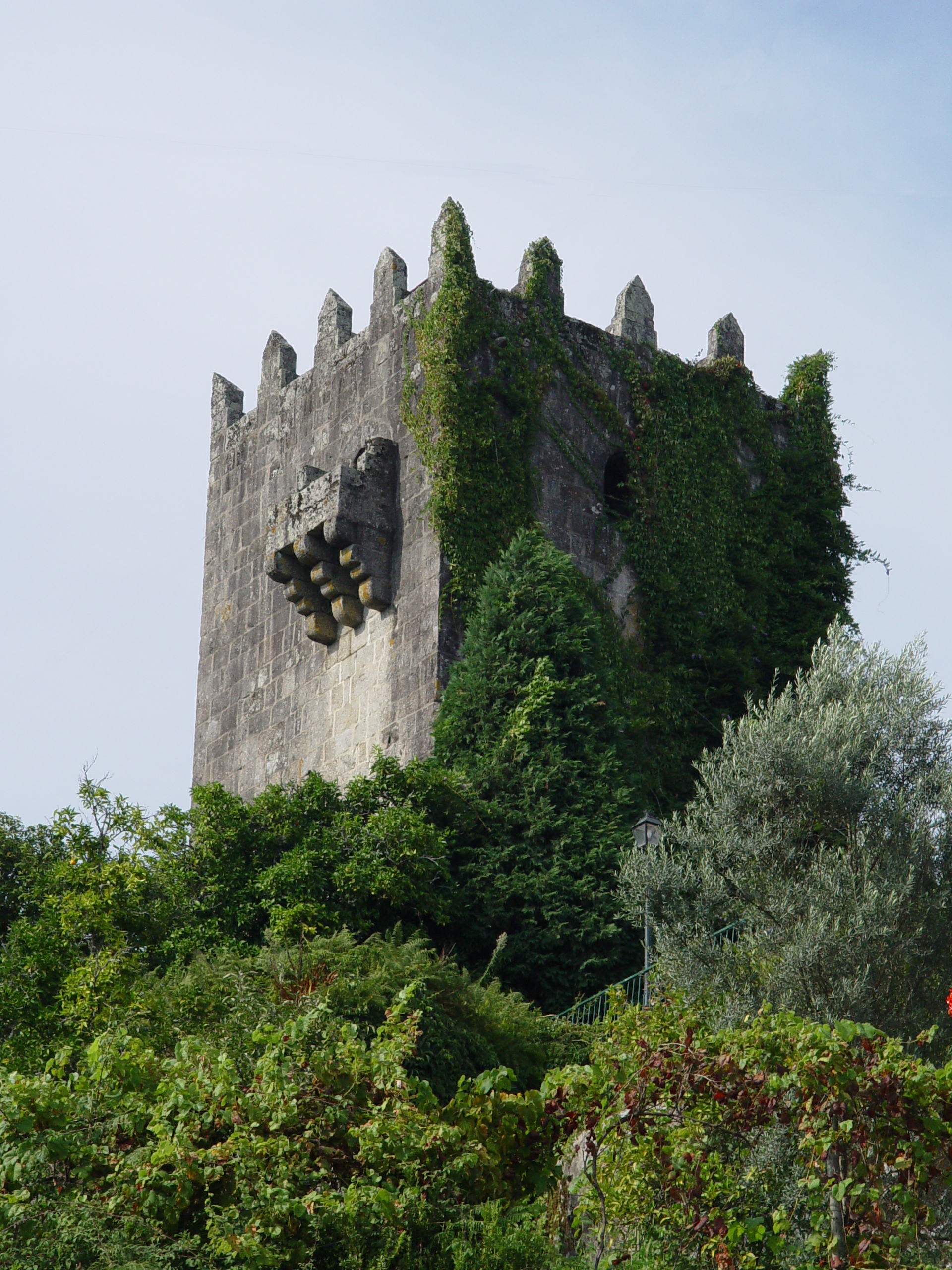
Penegatetoren

- Penegatetoren (Torre de Penegate)

## Geboren
- Bruno Gama (15 november 1987), voetballer

## Plaatsen in de gemeente
De gemeente bestaat uit de volgende freguesias:
- Aboim da Nóbrega
- Arcozelo
- Atães
- Atiães
- Azões
- Barbudo
- Barros
- Cabanelas
- Cervães
- Codeceda
- Coucieiro
- Covas
- Dossãos
- Duas Igrejas
- Esqueiros
- Freiriz
- Geme
- Goães
- Godinhaços
- Gomide
- Gondiães
- Gondomar
- Laje
- Lanhas
- Loureira
- Marrancos
- Mós
- Moure
- Nevogilde
- Oleiros
- Parada de Gatim
- Passó
- Pedregais
- Penascais
- Pico
- Pico de Regalados
- Ponte
- Portela das Cabras
- Rio Mau
- Sabariz
- Sande
- Santa Marinha de Oriz
- Santiago de Carreiras
- São Mamede de Escariz
- São Martinho de Escariz
- São Martinho de Valbom
- São Miguel de Carreiras
- São Miguel de Oriz
- São Miguel do Prado
- São Pedro de Valbom
- Soutelo
- Travassós
- Turiz
- Valdreu
- Valões
- Vila de Prado
- Vila Verde
- Vilarinho

| Bevolkingsgroei Vila Verde (1864 – 2004) | Bevolkingsgroei Vila Verde (1864 – 2004) | Bevolkingsgroei Vila Verde (1864 – 2004) | Bevolkingsgroei Vila Verde (1864 – 2004) | Bevolkingsgroei Vila Verde (1864 – 2004) | Bevolkingsgroei Vila Verde (1864 – 2004) | Bevolkingsgroei Vila Verde (1864 – 2004) | Bevolkingsgroei Vila Verde (1864 – 2004) |
| 1864                                     | 1900                                     | 1930                                     | 1960                                     | 1981                                     | 1991                                     | 2001                                     | 2004                                     |
| ---------------------------------------- | ---------------------------------------- | ---------------------------------------- | ---------------------------------------- | ---------------------------------------- | ---------------------------------------- | ---------------------------------------- | ---------------------------------------- |
| 31442                                    | 32053                                    | 36990                                    | 42256                                    | 44432                                    | 44056                                    | 46579                                    | 48122                                    |

Amares · Barcelos · Braga · Cabeceiras de Basto · Celorico de Basto · Esposende · Fafe · Guimarães · Póvoa de Lanhoso · Terras de Bouro · Vieira do Minho · Vila Nova de Famalicão · Vila Verde · Vizela